# مارك بورنس (لاعب كريكت)
مارك بورنس (18 سبتمبر 1967 في المملكة المتحدة - ) (بالإنجليزية: Mark Burns)‏ هو لاعب كريكت بريطاني. لعب مع Cumbria County Cricket Club ‏.

## وصلات خارجية
- مارك بورنس على موقع إي آس بي آن كريك إنفو (الإنجليزية)